# Козиця татранська
Козиця татранська (лат. Rupicapra rupicapra tatrica; пол. Kozica Tatrzańska) є підвидом козиці звичайної роду козиця. Козиця татранська живе в гірському масиві Татри, що в Словаччині та Польщі, і також в Низьких Татрах у Словаччині.

## Населення і розподіл

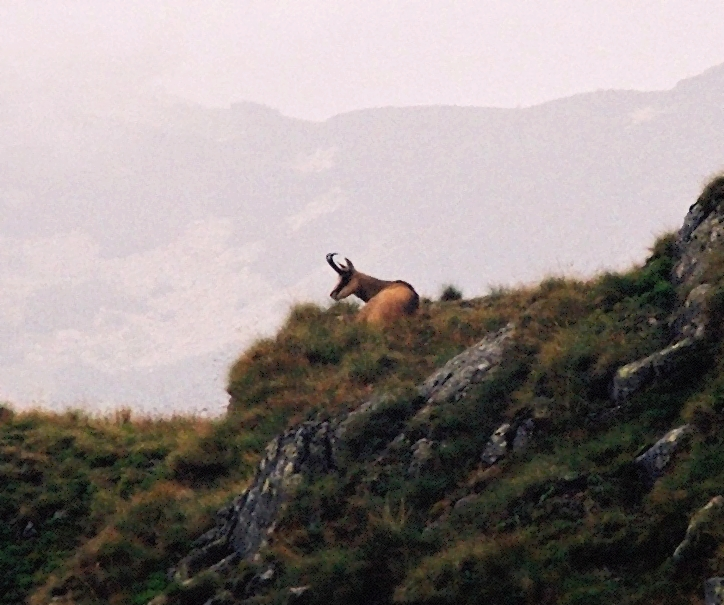
Козиця в Татрах

Козиця татранська проживає у всіх частинах Татр: Західні Татри (Словаччина і Польща) та Східні Татри, які складаються з : Високі Татри (Словаччина та Польща) та Бельянські Татри  (Словаччина), в обох країнах, ці території під охороною національних парків. Станом на 2006 рік в межах Татранського національного парку (Словаччина) проживала 371 козиця, з яких 72 були молоді особини, а в Татранському національному парку (Польща) — 117 козиць, з яких 27 були молодим особинами. Станом на 2010 рік населення відновилось до 841 особини, з яких 74 були ягнята, 699 (57 ягнят) у Словаччині та 142 (17 ягнят) у Польщі, що майже досягнуло піку популяції станом на 1964 р., коли більше як 900 козиць були помічені в Татрах.
Через проблеми виживання козиць у її природному ареалі, з 1969 по 1976 рр. вони були штучно введені в Низьких Татрах, що розташовані на південь від Татр. На сьогоднішній день кількість козиць, які проживають в Національному парку Низькі Татри становить близько 100 особин.
| Рік       | 1997 | 1998 | 1999 | 2000 | 2001 | 2002 | 2003 | 2004 | 2005 | 2006 | 2007 | 2008 | 2009 | 2010 | 2011 | 2012 | 2013 |
| Популяція | 352  | 200  | 162  | 160  | 205  | 333  | 345  | 422  | 486  | 488  | 532  | 701  | 720  | 841  | 929  | 1096 | 1186 |